# Niewolnica Victoria
Niewolnica Victoria (hiszp. La esclava blanca) – kolumbijska telenowela z 2016 roku. W roli głównej Nerea Camacho.

## Wersja polska
Telenowela była emitowana od 13 kwietnia 2016 roku o godzinie 15:00 w TV Puls.

## Obsada[4]
- Nerea Camacho jako Victoria Quintero / Lucía de Peñalver, Marquesa de Bracamonte
- Orián Suárez jako Miguel Parreño
- Miguel de Miguel jako Nicolás Parreño
- Modesto Lacen jako Tomás
- Norma Martínez jako doña Adela Vda. de Parreño
- Ricardo Vesga jako Enrique Morales
- Viña Machado jako Eugenia Vda. de Upton
- Miroslava Morales jako Lorenza Aragón Yepes / Ayutunde
- Mauro Donetti jako generał Fidel Márquez
- Luciano D’Alessandro jako Alonso Márquez
- Andrés Suárez jako kapitan Francisco Granados
- Natasha Klauss jako Ana de Granados
- Ana Mosquera jako Milagros
- Paola Moreno jako Remedios
- Carrell Lasso jako Trinidad
- Cristina García jako Isabel «Isabelita» Parreño
- Andrés Parra jako Gabriel Márquez
- Leonardo Acosta jako dr Arturo López
- Karoll Márquez jako Jesús Pimentel
- Gianina Arana jako Manuela Pimentel
- Roberto Cano jako Felipe Restrepo
- Juan José Franco jako ojciec Octavio Bocanegra

## Nagrody i nominacje

### Soap Awards France
| Rok  | Kategoria       | Wynik     |
| ---- | --------------- | --------- |
| 2018 | Telenowela roku | Nominacja |